# Stefania scalae
Stefania scalae es una especie de anfibio anuro de la familia Hemiphractidae.

## Distribución geográfica
Esta especie es endémica del estado de Bolívar en Venezuela. Habita entre los 600 y 1500 m de altitud en Auyantepuy.
Su presencia es incierta en Guyana y Brasil.

## Etimología
El nombre de su especie le fue dado en referencia al lugar de su descubrimiento, La Escalera.

## Publicación original
- Rivero, 1970 : On the origin, endemism and distribution of the genus Stefania Rivero (Amphibia, Salientia) with a description of a new species from southeastern Venezuela. Boletín Sociedad Venezolana Ciencias Naturales, vol. 28, p. 456–481.[5]